# Egenhovenbos
Het Egenhovenbos is een bosgebied ten zuidwesten van de stad Leuven in de Belgische provincie Vlaams-Brabant. Het bos ligt ingeklemd tussen Egenhoven in het westen, de Koning Boudewijnlaan in het noorden, het Kasteel van Arenberg en campus Arenberg (I, II en III) van de Katholieke Universiteit Leuven in het oosten en de A3/E40 in het zuiden. Aan de oostkant van het bos ligt de rivier de Dijle.
Het bosgebied behoort tot het bosdomein van het Meerdaalwoud, Heverleebos en Egenhovenbos.
Het is een relatief klein bos bestaande uit een stukje gemengd loofbos (circa 50 hectare groot). Bijna heel het grondvlak van de bosbestanden wordt ingenomen door: gemengd inheems loofhout (46,48 %), inlandse Eik (24,07 %) en gemengd uitheems loofhout (14,64 %) (situatie in 2007).
In het bos ligt een nooit gebruikte spoorwegberm die werd aangelegd door John Cockerill om Leuven te verbinden met Waver. Dit tracé staat lokaal bekend als de 'Engelse spoorweg'.
Het bos staat onder druk vanwege uitbreidingsplannen van de universiteit.